# Perdita suavis
Perdita suavis är en biart som beskrevs av Timberlake 1980. Perdita suavis ingår i släktet Perdita och familjen grävbin. Inga underarter finns listade i Catalogue of Life.